# Segunda División de México 1953-54
La Temporada 1953-54 de la Segunda División de México, fue el cuarto torneo de la segunda categoría del fútbol mexicano. Se disputó entre los meses de agosto de 1953 y enero de 1954. Contó con la participación de 12 equipos coronándose como campeón el Club Deportivo Irapuato, equipo que ganaría su ascenso al máximo circuito.

## Cambios
- Toluca ascendió a Primera División.
- La Piedad descendió desde el máximo circuito.
- Anáhuac, Oviedo de Pachuca y Atlético Veracruz ingresaron a la liga como nuevos equipos.
- La Concepción de Puebla y Veracruz desaparecieron antes de iniciar la temporada.

### Durante la temporada
- El 11 de octubre de 1953, después de diez jornadas disputadas, el Atlético Veracruz se retiró del torneo debido a que el equipo sufrió un accidente carretero en el cual fallecieron varios de los integrantes del club, todos los resultados del equipo y de los rivales fueron anulados y sus estadísticas no se contabilizaron en la temporada.

## Formato de competencia
Los trece equipos compiten en un grupo único, todos contra todos a visita recíproca. Se coronaria campeón el equipo con la mayor cantidad de puntos y así conseguir el ascenso; si al final de la campaña existiera empate entre dos equipos en la cima de la clasificación, se disputaría un duelo de desempate para definir al campeón, esto claro sin considerar de por medio ningún criterio de desempate.

## Equipos participantes

### Equipos por Entidad Federativa
| Entidad Federativa | N.º | Equipos                       |
| ------------------ | --- | ----------------------------- |
| Michoacán          | 3   | La Piedad, Morelia y Zamora   |
| Nuevo León         | 2   | Anáhuac y Monterrey           |
| Guanajuato         | 2   | Irapuato y San Sebastián      |
| Veracruz           | 2   | Atlético Veracruz y Moctezuma |
| Estado de México   | 1   | Estrella Roja                 |
| Hidalgo            | 1   | Oviedo                        |
| Morelos            | 1   | Cuautla                       |
| Querétaro          | 1   | Querétaro                     |

### Información sobre los equipos participantes
| \| Equipo \| Sede \| Estadio \| En Segunda desde... \| \| ----------------------- \| ------------------------ \| ---------------------------- \| ------------------- \| \| Anáhuac \| Monterrey, Nuevo León \| Tecnológico \| 1953 \| \| Atlético Veracruz \| Veracruz, Veracruz \| Parque Deportivo Veracruzano \| 1952 \| \| Cuautla \| Cuautla, Morelos \| El Almeal \| 1952 \| \| Estrella Roja de Toluca \| Toluca, Estado de México \| Héctor Barraza \| 1952 \| \| Irapuato \| Irapuato, Guanajuato \| Revolución \| 1950 \| \| La Piedad \| La Piedad, Michoacán \| Juan N. López \| 1953 \| \| Moctezuma \| Orizaba, Veracruz \| Moctezuma \| 1951 \| \| Monterrey \| Monterrey, Nuevo León \| Tecnológico \| 1952 \| \| Morelia \| Morelia, Michoacán \| Campo Morelia \| 1950 \| \| Oviedo de Pachuca \| Pachuca, Hidalgo \| Campo Margarito Ramírez \| 1953 \| \| Querétaro \| Querétaro, Querétaro \| Municipal \| 1950 \| \| San Sebastián \| León, Guanajuato \| La Martinica \| 1951 \| \| Zamora \| Zamora, Michoacán \| Parque Juan Carreño \| 1950 \| |                          |                              |                     |
| Equipo | Sede                     | Estadio                      | En Segunda desde... |
| Anáhuac | Monterrey, Nuevo León    | Tecnológico                  | 1953                |
| Atlético Veracruz | Veracruz, Veracruz       | Parque Deportivo Veracruzano | 1952                |
| Cuautla | Cuautla, Morelos         | El Almeal                    | 1952                |
| Estrella Roja de Toluca | Toluca, Estado de México | Héctor Barraza               | 1952                |
| Irapuato | Irapuato, Guanajuato     | Revolución                   | 1950                |
| La Piedad | La Piedad, Michoacán     | Juan N. López                | 1953                |
| Moctezuma | Orizaba, Veracruz        | Moctezuma                    | 1951                |
| Monterrey | Monterrey, Nuevo León    | Tecnológico                  | 1952                |
| Morelia | Morelia, Michoacán       | Campo Morelia                | 1950                |
| Oviedo de Pachuca | Pachuca, Hidalgo         | Campo Margarito Ramírez      | 1953                |
| Querétaro | Querétaro, Querétaro     | Municipal                    | 1950                |
| San Sebastián | León, Guanajuato         | La Martinica                 | 1951                |
| Zamora | Zamora, Michoacán        | Parque Juan Carreño          | 1950                |

## Clasificación final
| Pos. | Equipo            | Pts. | PJ | G  | E | P  | GF | GC | Dif. | Clasificación              |
| ---- | ----------------- | ---- | -- | -- | - | -- | -- | -- | ---- | -------------------------- |
| 1    | Irapuato (C)      | 32   | 22 | 14 | 4 | 4  | 42 | 24 | +18  | Ascenso a Primera División |
| 2    | San Sebastián     | 31   | 22 | 13 | 5 | 4  | 44 | 26 | +18  |                            |
| 3    | La Piedad         | 30   | 22 | 13 | 4 | 5  | 48 | 30 | +18  |                            |
| 4    | Anáhuac           | 23   | 22 | 9  | 5 | 8  | 42 | 35 | +7   |                            |
| 5    | Cuautla           | 23   | 22 | 8  | 7 | 7  | 34 | 35 | −1   |                            |
| 6    | Zamora            | 22   | 22 | 10 | 2 | 10 | 38 | 34 | +4   |                            |
| 7    | Querétaro         | 21   | 22 | 9  | 3 | 10 | 25 | 25 | 0    |                            |
| 8    | Moctezuma         | 21   | 22 | 7  | 7 | 8  | 36 | 38 | −2   |                            |
| 9    | Morelia           | 18   | 22 | 8  | 2 | 12 | 35 | 40 | −5   |                            |
| 10   | Estrella Roja     | 16   | 22 | 4  | 8 | 10 | 31 | 47 | −16  |                            |
| 11   | Oviedo            | 15   | 22 | 5  | 5 | 12 | 36 | 56 | −20  |                            |
| 12   | Monterrey         | 12   | 22 | 5  | 2 | 15 | 23 | 44 | −21  |                            |
| 13   | Atlético Veracruz | 0    | 0  | 0  | 0 | 0  | 0  | 0  | 0    | Retirado                   |

 Fuente: RSSSF
Criterios de clasificación: Puntos · Diferencia de goles · Goles a favor · Play-off
Notas:
1. ↑  El Atlético Veracruz inició el torneo y tomó parte de las primeras 10 jornadas, sin embargo, el 11 de octubre de 1953 el equipo sufrió un accidente tras regresar del partido ante el San Sebastián, en el infortunio fallecieron varios jugadores del club, posterior al incidente el club fue disuelto y todos sus partidos fueron anulados.

|                               |
| Irapuato Campeón 1.er título. |

## Torneo Regular
| Local \ Visitante | ANA | CUA | EST | IRA | LPD | MOC | MTY | MOR | OVI | QUE | SSE | ZAM |
| ----------------- | --- | --- | --- | --- | --- | --- | --- | --- | --- | --- | --- | --- |
| Anáhuac           | —   | 3–2 | 3–4 | 2–2 | 1–0 | 4–0 | 3–0 | 1–4 | 2–2 | 0–0 | 0–1 | 1–2 |
| Cuautla           | 2–0 | —   | 1–1 | 1–0 | 1–1 | 0–2 | 3–0 | 1–1 | 1–1 | 0–0 | 1–0 | 3–0 |
| Estrella Roja     | 1–1 | 2–4 | —   | 1–3 | 2–0 | 2–2 | 1–1 | 2–2 | 1–4 | 2–1 | 1–2 | 1–1 |
| Irapuato          | 2–2 | 1–0 | 4–0 | —   | 3–2 | 0–0 | 3–2 | 3–1 | 4–1 | 1–0 | 2–0 | 3–1 |
| La Piedad         | 1–0 | 5–3 | 1–0 | 1–1 | —   | 3–2 | 3–0 | 1–0 | 5–1 | 2–0 | 2–2 | 3–2 |
| Moctezuma         | 1–4 | 2–2 | 3–0 | 3–1 | 1–2 | —   | 2–0 | 5–2 | 3–4 | 2–1 | 0–0 | 2–1 |
| Monterrey         | 0–1 | 3–0 | 2–0 | 2–1 | 1–4 | 2–2 | —   | 3–1 | 1–3 | 0–2 | 2–4 | 1–2 |
| Morelia           | 0–2 | 6–1 | 3–1 | 0–2 | 3–1 | 2–0 | 2–1 | —   | 1–3 | 2–0 | 0–1 | 1–2 |
| Oviedo            | 2–6 | 3–3 | 3–3 | 0–1 | 1–5 | 1–1 | 1–2 | 1–2 | —   | 1–4 | 1–2 | 2–1 |
| Querétaro         | 2–3 | 0–1 | 1–5 | 0–2 | 2–1 | 0–0 | 2–0 | 2–1 | 2–0 | —   | 4–1 | 1–0 |
| San Sebastián     | 4–1 | 2–3 | 1–1 | 4–1 | 1–1 | 3–2 | 3–0 | 5–1 | 3–0 | 1–0 | —   | 4–3 |
| Zamora            | 3–2 | 2–1 | 4–0 | 1–2 | 3–4 | 4–1 | 1–0 | 2–0 | 3–1 | 0–1 | 0–0 | —   |